# Shay Hatten
Shay Hatten (* 18. März 1994 in Oakland, Kalifornien) ist ein US-amerikanischer Drehbuchautor.

## Leben und Karriere
Shay Hatten wurde 1994 in Oakland geboren, ehe er im Alter von fünf Jahren in den Norden von Idaho zog, wo sein Vater als Entomologe promovieren wollte. Da es in seiner Heimatstadt nicht viele Aktivitätsmöglichkeiten gab, entdeckte Hatten schon bald Thriller, Action- und Horrorfilme für sich. Als Teenager verfolgte er schließlich den Traum, Filmemacher zu werden, und drehte erste Stop-Motion-Kurzfilme in seinem Elternhaus. Nach seinem Schulabschluss besuchte er mehrere Universitäten in Idaho und Nordkalifornien, ehe er sich für ein Studium im Drehbuchschreiben an der Loyola Marymount University in Los Angeles entschied, das er 2016 erfolgreich abschloss.
Parallel zum Studium erhielt Hatten einen Praktikumsplatz bei der von Robert Downey Jr. gegründeten Produktionsfirma Team Downey, wo er insgesamt drei Jahre lang als Drehbuchassistent tätig war. Nebenbei schrieb er an der schwarzen Komödie Maximum King!, einem Biopic über Stephen King und seine Arbeit am Horrorfilm Rhea M – Es begann ohne Warnung (1986). Das Drehbuch landete 2016 auf Hollywoods schwarzer Liste und verschaffte Hatten Aufmerksamkeit in der Filmbranche, blieb allerdings unverfilmt.
Inspiriert von John Wick: Kapitel 2 schrieb Hatten schließlich den Actionfilm Ballerina, in dem eine junge Söldnerin Rache an den Mördern ihrer Eltern schwört. Um das Drehbuch entstand ein Bieterkrieg zwischen großen Filmstudios wie Warner Bros. und Universal, bei dem sich schließlich Lionsgate die Rechte sicherte. Ballerina wurde im Anschluss als Spin-off in die John-Wick-Reihe eingegliedert, weshalb Hatten am Drehbuch zu John Wick: Kapitel 3 (2019) mitschreiben und erste Hinweise auf seinen Ableger platzieren durfte. Für die Fortsetzung John Wick: Kapitel 4 (2023) fungierte er gemeinsam mit Michael Finch schließlich als Hauptautor, ehe im Mai 2025 From the World of John Wick: Ballerina mit Ana de Armas in der Hauptrolle erschien.
Neben seiner Arbeit an der John-Wick-Reihe arbeitete er auch wiederholt mit Regisseur Zack Snyder und Netflix zusammen. So schrieb er die Drehbücher zum Zombiefilm Army of the Dead, dem zugehörigen Prequel Army of Thieves (beide 2021), der Actionkomödie Day Shift (2022) und dem der zweiteiligen Space Opera Rebel Moon (2023).
Hatten lebt in Los Angeles.

## Filmografie
- 2019: John Wick: Kapitel 3 (John Wick: Chapter 3 – Parabellum)
- 2021: Army of the Dead
- 2021: Ich weiß, was du letzten Sommer getan hast (I Know What You Did Last Summer, Fernsehserie, Folge 1x01)
- 2021: Army of Thieves
- 2022: Day Shift
- 2023: John Wick: Kapitel 4 (John Wick: Chapter 4)
- 2023: Rebel Moon – Teil 1: Kind des Feuers (Rebel Moon – Part One: A Child of Fire)
- 2024: Rebel Moon – Teil 2: Die Narbenmacherin (Rebel Moon – Part Two: The Scargiver)
- 2025: From the World of John Wick: Ballerina